# Dilophus tenuis
Dilophus tenuis är en tvåvingeart som beskrevs av Christian Rudolph Wilhelm Wiedemann 1818. Dilophus tenuis ingår i släktet Dilophus och familjen hårmyggor. Inga underarter finns listade i Catalogue of Life.